# Приходько, Александр Иванович
Александр Иванович Приходько (род. 26 апреля 1958) — советский хоккеист, нападающий.

## Биография
Выступал за новосибирские команды «Спартак» (1978/79 — 1979/80), «Машиностроитель» (1980/81, обе — класс «Б») и «Сибирь» (1981/82 — 1986/87). В составе «Сибири» в 1983 году вышел в высшую лигу, где в сезоне 1983/84 провёл 38 матчей.
Серебряный призёр хоккейного турнира зимней Универсиады 1983 года.